# Abinavagupta
Abinavagupta (em devanágari: अभिनवगुप्तः, Abhinavagupta; c. 950 - 1016 d.C.:27) foi um filósofo, místico e teórico da estética da Caxemira. Ele também foi considerado um influente músico, poeta, dramaturgo, exegeta, teólogo e lógico—uma personalidade polimática que exerceu fortes influências na cultura indiana.
Abinavagupta nasceu em uma família brâmane de estudiosos e místicos cujos ancestrais imigraram de Kannauj pelo grande rei da Caxemira, Lalitaditya Muktapida. Ele estudou todas as escolas de filosofia e arte de seu tempo sob a orientação de até quinze (ou mais) professores e gurus.:35 Em sua longa vida ele completou mais de 35 obras, a maior e mais famosa das quais é Tantrāloka, um tratado enciclopédico sobre todos os aspectos filosóficos e práticos de Kaula e Trika (conhecido hoje como xivaísmo da Caxemira). Outra de suas contribuições muito importantes foi no campo da filosofia da estética com seu famoso comentário Abhinavabhāratī de Nāṭyaśāstra de Bharata Muni. Ele foi o mais importante dentre os teóricos medievais da estética indiana, constituindo a parte mais conhecida de sua filosofia; sua teoria estética foi inovadora e influente, analisando a psicologia e ontologia do conceito já anteriormente existente de rasa.

## Vida
"Abhinavagupta" não era seu nome verdadeiro, mas sim um título que ganhou de seu mestre, carregando um significado de "competência e autoridade".:20 Em sua análise, Jayaratha (1150–1200):92 – que foi o mais importante comentador de Abinavagupta – revela ainda mais três significados: "estar sempre vigilante", "estar presente em todo o lado" e "protegido por louvores".:4 Raniero Gnoli, o único estudioso de sânscrito que completou uma tradução do Tantrāloka para uma língua europeia, menciona que "Abhinava" também significa "novo", como uma referência à sempre nova força criativa de sua experiência mística.
Com Jayaratha, aprendemos que Abinavagupta possuía todas as seis qualidades exigidas para os destinatários do tremendo nível de śaktipāta, conforme descrito nos textos sagrados (Śrīpūrvaśāstra): uma fé inabalável em Deus, realização de mantras, controle sobre princípios objetivos (referentes aos 36 tattvas), conclusão bem-sucedida de todas as atividades realizadas, criatividade poética e conhecimento espontâneo de todas as disciplinas.:21
A criação de Abinavagupta foi bem equilibrada entre os ramos da tríade (Trika): vontade (icchā), conhecimento (jñāna), ação (kriyā); suas obras também incluem canções devocionais, obras acadêmicas/filosóficas:20 e obras que descrevem práticas rituais/iogues.
Como autor, é considerado um sistematizador do pensamento filosófico. Ele reconstruiu, racionalizou e orquestrou o conhecimento filosófico de uma forma mais coerente, avaliando todas as fontes disponíveis de seu tempo, não muito diferente de um pesquisador científico moderno.
Vários estudiosos contemporâneos caracterizaram Abinavagupta como um "estudioso e santo brilhante", "o auge do desenvolvimento do xaivismo caxemir" e "de posse da realização iogue".:20

## Origem social, família e discípulos

### Nascimento "mágico" ou divino
O termo pelo qual o próprio Abinavagupta define sua origem é "yoginībhū", 'nascido de uma yoginī'.:20 No xivaísmo da Caxemira e especialmente no Kaula, considera-se que uma progênie de pais "estabelecida na essência divina de Bhairava" é dotada de excepcional capacidade espiritual e intelectual. Supõe-se que tal criança seja "o depositário do conhecimento", que "mesmo quando criança no útero, tem a forma de Xiva", para enumerar apenas alguns dos atributos clássicos do tipo.

Com essa cosmovisão, Abinavagupta descreve seu nascimento nos versos iniciais de seu Tantrasara de forma poética, como vinculado ao nascimento da Criação por Xiva, conforme escreve:
"Que meu coração brilhe, incorporando a beatitude do Supremo; [pois é] um com o estado de potencial absoluto manifestado na fusão desses dois, a 'Mãe' fundamentada na representação pura, radiante em uma gênese sempre nova, e o 'Pai', todo abrangente [Bhairava], que mantém a luz [da consciência] através de suas cinco faces; formado a partir das emissões produzidas através da fusão desses dois, minha mãe Vimalā cuja maior alegria foi em meu nascimento, e meu pai [Nara]siṁhagupta [quando ambos eram] todo-abrangentes [em sua união]."
Assim, fez uma identificação da relação sexual de seus pais, que resultou na sua concepção, em analogia com o ato de procriação geral do universo por Xiva. Para Abinavagupta, a união sexual supramundana conforme a teoria do Kaula, diferente da cópula ordinária, permite a realização pelos adeptos do estado absoluto de Xiva-Xácti, e, tendo nascido de uma união desse tipo, essa afirmação serve também para demonstrar sua competência como mestre frente aos leitores.

### Pais
Abinavagupta nasceu em uma família brâmane na Caxemira. Sua mãe, Vimalā (Vimalakalā) morreu quando Abinavagupta tinha apenas dois anos;:31 como consequência da perda de sua mãe, por quem ele era supostamente muito apegado, ele ficou mais distante da vida mundana e se concentrou ainda mais no empreendimento espiritual.
O pai, Narasiṃhgupt, após a morte de sua esposa, favoreceu um estilo de vida ascético, enquanto criava seus três filhos. Ele tinha uma mente cultivada e um coração "extraordinariamente adornado com devoção a Mahesvara (Xiva)"  (nas próprias palavras de Abinavagupta). Foi o primeiro professor de Abinavagupta, instruindo-o em gramática, lógica e literatura.:30

### Família
Abinavagupta tinha um irmão e uma irmã. O irmão, Manoratha, era um devoto versado de Xiva. Sua irmã, Ambā (nome provável, segundo Navjivan Rastogi), dedicou-se à adoração após a morte de seu marido no final da vida.:22
Seu primo Karṇa demonstrou desde a juventude que compreendeu a essência do xivaísmo e estava desapegado do mundo. A esposa dele era provavelmente a irmã mais velha de Abinavagupta, Ambā,:24 que olhava com reverência para seu ilustre irmão. Ambā e Karṇa tiveram um filho, Yogeśvaridatta, que era precocemente talentoso em ioga.:23
Abinavagupta também menciona seu discípulo Rāmadeva como fielmente devotado ao estudo das escrituras e ao serviço de seu mestre.:24 Outro primo era Kṣema, possivelmente o mesmo que o ilustre discípulo de Abinavagupta, Kṣemarāja. Mandra, um amigo de infância de Karṇa, foi o anfitrião deles em uma residência suburbana; ele não apenas era rico e possuidor de uma personalidade agradável, mas também igualmente culto.:25 E por último, mas não menos importante, Vatasikā, tia de Mandra, que recebeu uma menção especial de Abinavagupta por cuidar dele com excepcional dedicação e preocupação; para expressar sua gratidão, Abinavagupta declarou que Vatasikā merecia o crédito pela conclusão bem-sucedida de seu trabalho.:26

### Ancestrais
Segundo o próprio relato de Abinavagupta, seu ancestral mais remoto conhecido chamava-se Atrigupta, nascido em Madhyadeśa, ou seja, o País Médio. Nascido em Madhyadeśa, ele viajou para a Caxemira a pedido do rei Kayastha Lalitāditya,:28:3 por volta do ano 740 d.C.

## Mestres
Abinavagupta é famoso por sua sede voraz de conhecimento. Para estudar ele buscou muitos professores (até quinze), tanto filósofos místicos quanto estudiosos. Ele se aproximou dos vaixnavas, dos budistas, dos xivaístas do Śiddhānta e dos estudiosos do Trika.:33
Entre os mais proeminentes de seus professores, ele enumera quatro, dois dos quais eram Vāmanātha, que o instruiu no xivaísmo dualista,:54 e Bhūtirāja na escola dvaita-advaita. Além de ser professor do famoso Abinavagupta, Bhūtirāja também foi pai de dois eminentes estudiosos.:34
Lakṣmaṇagupta, discípulo direto de Utpaladeva, na linhagem de Trayambaka, foi altamente respeitado por Abinavagupta e ensinou-lhe todas as escolas de pensamento monista: Krama, Trika, e Pratyabhijña (exceto a Kaula). Śambhunātha ensinou-lhe a quarta escola (Ardha-trayambaka). Esta escola é na verdade Kaula e foi emanada da filha de Trayambaka.:54
Para Abinavagupta, Śambhunātha era o guru mais admirado. Descrevendo a grandeza de seu mestre, ele comparou Shambhunātha ao Sol, em seu poder de dissipar a ignorância do coração, e, em outro lugar, com "a Lua brilhando sobre o oceano de conhecimento do Trika".:7 Abinavagupta recebeu iniciação kaula através da esposa de Śambhunātha (agindo como dūtī ou canal). A energia desta iniciação é transmitida e sublimada ao coração e finalmente à consciência. Tal método é difícil, mas muito rápido e é reservado para aqueles que abandonam suas limitações mentais e são puros. Foi Shambhunātha quem solicitou que ele escrevesse Tantrāloka. Como guru, ele teve profunda influência na estrutura do Tantrāloka e na vida de seu criador, Abinavagupta.:44–54
Outros doze de seus principais professores são enumerados nominalmente, mas sem detalhes. Acredita-se que Abinavagupta teve mais professores secundários. Além disso, durante a sua vida acumulou um grande número de textos que citou na sua magnum opus, no seu desejo de criar um sistema sincrético e abrangente, onde os contrastes das diferentes escrituras pudessem ser resolvidos pela integração numa perspectiva superior.:35,54

## Estilo de vida
Abinavagupta permaneceu solteiro durante toda a sua vida, e como adepto de Kaula, pelo menos inicialmente manteve o brahmacharya e supostamente usou a força vital de sua energia (ojas) para aprofundar sua compreensão do sistema nervoso espiritual que ele delineou em suas obras—um sistema que envolve a união ritual entre Puruxa (como Xiva) e Xácti. Tal união é essencialmente não física e universal, e assim Abinavagupta se concebeu como sempre em comunhão com Xiva-Xácti. No contexto de sua vida e ensinamentos, Abinavagupta compara Xiva como asceta e desfrutador.:32
Abinavagupta estudou assiduamente pelo menos até os trinta ou trinta e cinco anos de idade. Para conseguir isso, ele viajou, principalmente dentro da Caxemira.:6 Pelo seu próprio testemunho, ele alcançou a libertação espiritual através da sua prática de Kaula, sob a orientação do seu mais admirado mestre, Śambhunātha.:44–54 Ele morava em sua casa (funcionando como um ashram) com seus familiares e discípulos, e não se tornou um monge errante, nem assumiu os deveres regulares de sua família, mas viveu sua vida como escritor e um professor.:7 A personalidade de Abinavagupta foi descrita como uma realização viva de sua visão.
Em uma pintura de época, Abinavagupta é retratado sentado em Virasana, cercado por discípulos devotados e familiares, executando uma espécie de música indutora de transe em uma vina enquanto dita versos do Tantrāloka para um de seus participantes—atrás dele duas dūtī (mulheres iogue) esperando por ele. Uma lenda sobre o momento de sua morte (situada em algum lugar entre 1015 e 1025, dependendo da fonte), diz que ele levou consigo 1.200 discípulos e marchou para uma caverna, hoje esta caverna é conhecida por Caverna Abinavagupta (localizada na colina chamada Bairam em Beerwah), recitando seu poema Bhairava-stava, uma obra devocional. Eles nunca mais seriam vistos, supostamente transladando-se juntos para o mundo espiritual.

## Obras

O tridente (triśūlābīja maṇḍalam), símbolo e yantra de Parama Xiva, representando as energias triádicas de parā, parā-aparā e aparā śakti

As obras de Abinavagupta dividem-se em múltiplas seções: manuais de ritual religioso, canções devocionais, obras filosóficas e filosofia da estética. Aqui estão enumeradas a maioria de suas obras.

### Obras religiosas

#### Tantraloka
Seu trabalho mais importante foi Tantrāloka ("Elucidação do Tantra"), uma síntese de todo o sistema Trika.:20 Sua única tradução completa para uma língua europeia – o italiano – é creditada a Raniero Gnoli, já em sua segunda edição. O capítulo esotérico 29 sobre o ritual Kaula foi traduzido para o inglês junto com o comentário de Jayaratha por John R. Dupuche.:4 Um estudo complexo sobre o contexto, autores, conteúdos e referências do Tantrāloka foi publicado pelo professor Navjivan Rastogi. Embora não existam traduções para o inglês do Tantrāloka até o momento, o último mestre reconhecido da tradição oral do xivaísmo da Caxemira, Swami Lakshman Joo, deu uma versão condensada dos principais capítulos filosóficos do Tantrāloka em seu livro Kashmir Shaivism – The Secret Supreme.

No Tantrāloka, o filósofo perpassa todas as tradições do xivaísmo tântrico, desde o Trika e Krama e até ao Pratyabhijna e Spanda posteriores. É característica de sua análise a interiorização do significado dos elementos rituais para além da mera apresentação sensorial dos objetos e atos. Para Abinavagupta, o ritual é visto como refletindo ao praticante a realidade psíquica, permitindo-lhe o reconhecimento desta e o cultivo da ressonância (spanda) para com o núcleo da consciência, que é Xiva. Os processos de sacrifício e de adoração (puja) proporcionam, segundo ele, esvaziamento da dicotomia sujeito-objeto e imersão na realidade não-dual livre e lúdica (krīḍā) de Xiva. Para Abinavagupta, a pulsação, ou spanda, é uma característica intrínseca à luz da Consciência (Xiva), que permite sua autorreflexão, e é a partir do movimento de pulsação interno que emanam os objetos, do cerne do sujeito. Cada ação e percepção do sujeito no cosmos é uma produção da pulsação de Xiva. Assim, no Tantrāloka, ele afirma:
"O poder propagador de Śambhu–Śiva permeia tudo. Disto [surge] a amálgama plena de prazer e satisfação. Assim, por exemplo, quando por meio de uma doce canção, ou através do toque, ou do cheiro do sândalo, o  estado de apatia cessa, [surge então] um estado pulsante do Coração, em perfeita sintonia com o Real (spanda-mānatā), sendo o seu próprio poder de satisfação. Desse modo, [diz-se que] a pessoa é “com coração” (sa-hṛdayaḥ)."
A vibração (spanda) é equacionada por ele em metáfora a ondas na superfície da consciência:
"Pois aquela vibração, que é um leve movimento de um tipo especial, uma luz vibrante única, é a onda do oceano da consciência, sem a qual não há consciência alguma. Pois o caráter do oceano é que às vezes ele é preenchido com ondas e às vezes é sem ondas. A consciência é a essência de tudo. O universo não senciente tem a consciência como sua essência, porque seu próprio fundamento depende disso, e sua essência é o grande Coração "
Outro texto importante foi o comentário sobre Parātrīśikā, Parātrīśikāvivaraṇa, detalhando o significado das energias fonéticas e seus dois sistemas de ordenação sequencial, Mātṛkā e Mālinī. Este foi o último grande projeto de tradução de Jaideva Singh.

#### Tantrasara
Tantrasāra ("Essência do Tantra") é uma versão resumida, em prosa, do Tantrāloka, que foi mais uma vez resumida no Tantroccaya, e finalmente apresentada em um resumo muito curto sob o nome de Tantravaṭadhānikā – a "Semente do Tantra".
Pūrvapañcikā foi um comentário do Pūrvatantra, também conhecido como Mālinīvijaya Tantra, perdido até hoje. Mālinīvijayā-varttika ("Comentário sobre Mālinīvijaya") é um comentário versificado sobre o primeiro verso do Mālinīvijaya Tantra. Kramakeli, "Jogo de Krama" era um comentário de Kramastotra, agora perdido. O Bhagavadgītārtha-saṃgraha, que se traduz como "Comentário sobre o Bagavadeguitá", agora tem uma tradução para o inglês de Boris Marjanovic.
Outras obras religiosas são: Parātrīśikā-laghuvṛtti, "Um Breve Comentário sobre Parātrīśikā", Paryantapañcāśīkā ("Cinquenta Versos sobre a Realidade Última"), Rahasyapañcadaśikā ("Quinze Versos sobre a Doutrina Mística"), Laghvī prakriyā ("Cerimônia Curta"), Devīstotravivaraṇa ("Comentário sobre o Hino a Devi") e Paramārthasāra ("Essência da Realidade Suprema").[carece de fontes?]

### Hinos devocionais
Abinavagupta compôs uma série de poemas devocionais, a maioria dos quais foram traduzidos para o francês por Lilian Silburn:
- Bodhapañcadaśikā – "Quinze Versos sobre a Consciência";
- Paramārthacarcā – "Discussão sobre a Realidade Suprema";
- Anubhavanivedana – "Homenagem da Experiência Interior";
- Anuttarāṣṭikā – "Oito Versos sobre Anuttara";
- Krama-stotra – um hino, diferente do texto fundamental da escola Krama;
- Bhairava-stava – "Hino a Bhairava";
- Dehasthadevatācakra-stotra – "Hino à Roda das Divindades que Vivem no Corpo";
- Paramārthadvādaśikā – "Doze Versos sobre a Realidade Suprema" e
- Mahopadeśa-viṃśatikā – "Vinte Versos sobre o Grande Ensinamento".
- Outro poema Śivaśaktyavinābhāva-stotra – "Hino sobre a Inseparabilidade de Xiva e Xácti" foi perdido.

### Obras filosóficas
Uma das obras mais importantes de Abinavagupta é Īśvarapratyabhijñā-vimarśini ("Comentário aos Versos sobre o Reconhecimento do Senhor") e Īśvarapratyabhijñā-vivṛti-vimarśini ("Comentário sobre a explicação de Īśvarapratyabhijñā"). Este tratado é fundamental na transmissão da escola Pratyabhijña (o ramo do xivaísmo da Caxemira baseado no reconhecimento direto do Senhor) até os nossos dias.[carece de fontes?]

Nele, Abinavagupta expõe como os objetos "possuem a mesma natureza da consciência" e desta emanam. Assim, afirma: 
"A forma do Sujeito, que é uma unidade de consciência, contém também um excesso, uma abundância de consciência. Esta é depositada no lado do objeto que será criado. Assim, interiormente o objeto tem o atributo de śakti, Energia que não é outra senão a forma da consciência."
"da perspectiva da manifestação da não-dualidade, [a consciência] continua sem nunca chegar ao fim, mesmo num cadáver, no corpo, num jarro e assim por diante. No que diz respeito à esfera da não-dualidade, esta distinção mundana entre senciente e insenciente não é feita"
Para Abinavagupta, é a perspectiva subjetiva de se distinguir uma primeira pessoa ("eu") em relação aos objetos (que são "outro") que provoca a impressão de que os objetos não fazem parte da consciência:
"Até onde vai, aquilo que é “consciente” contém tanto o percipiente quanto o objeto e não tem essa distinção feita entre ele e o outro, o objeto percebido. No entanto, aquilo que é consciente dá origem a ambos, Sujeito limitado e objeto. E mesmo embora a consciência exista dessa maneira, como indiferenciada―ao mesmo tempo, fora de seu próprio Self, ou seja, fora de sua própria forma, que brilha como somente pura consciência―ela dá origem a coisas que, como o azul, etc., são consideradas insencientes, sem consciência. Portanto, ela não abandona a sua própria forma brilhando como somente pura consciência. Como pode ser? Porque existe uma incapacidade [em coisas como o azul, etc.] de abranger a variedade de níveis de percepção necessários para diferenciar entre as diferentes categorias."
Ele expõe um panenteísmo, em que o cosmos envolve um processo de desdobramento de Xiva, a partir de sua energia:
"Somente o Arquétipo Śiva, por sua própria energia em Si mesmo, faz com que Suas múltiplas reflexões brilhem como reflexos. Assim como esta variedade se manifesta, o tempo e o espaço também deveriam se manifestar porque esta multiplicidade consiste em diferenças, divisões em formas (com referência ao espaço) e ações (com referência ao tempo)." 
A vibração sutil (spanda) é derivada, segundo ele, da subjetividade livre do Deus, e Abinavagupta diz:
"O princípio da consciência, embora imóvel, ainda tem como parte da sua natureza essencial uma ligeira qualidade de movimento pela qual manifesta movimento. Isso é chamado de “vibração pura”, uma “pulsação” [spanda]. Na verdade, todos os arquétipos, todas as categorias do cosmos, são simplesmente formas da Energia de Deus e nada mais são do que spanda, apenas esta pulsação. E assim é dito: “Porque repousam no aspecto universal da vibração, as qualidades e assim por diante escorrem em uma corrente como vibrações, como esta pulsação, obtendo suas características inatas” [Spanda Kārikās 19]. Porém, a Energia, tendo lançado inúmeras Energias, às vezes se manifesta perto de Deus, mas outras energias estão um pouco mais distantes e algumas bem distantes de Deus."
Para ele, todos os seres do universo
Outro comentário sobre uma obra Pratyabhijña – Śivadṛṣtyā-locana ("Luz em Śivadṛṣṭi") – está perdido. Outro comentário perdido é Padārthapraveśa-nirṇaya-ṭīkā e Prakīrṇkavivaraṇa ("Comentário sobre o Caderno") referindo-se ao terceiro capítulo de Vākyapadīya de Bhartrihari. Mais dois textos filosóficos de Abinavagupta são Kathāmukha-tilaka ("Ornamento da Face dos Discursos") e Bhedavāda-vidāraṇa ("Confronto da Tese Dualista").[carece de fontes?]

### Obras poéticas e dramáticas
A obra mais importante de Abinavagupta sobre filosofia da arte é Abhinavabhāratī – um longo e complexo comentário sobre Natya Shastra de Bharata Muni. Este trabalho tem sido um dos fatores mais importantes que contribuíram para a fama de Abinavagupta até os dias atuais. Sua contribuição mais importante foi para a teoria do rasa (sabor estético), tendo analisado racionalmente a epistemologia Dhvani e feito uma síntese. Segundo Daniele Cuneo, suas obras realizaram uma segunda grande mudança de paradigma na teoria estética da poética indiana, ao conceberem para a experiência estética (rasa) uma diferença ontológica entre a realidade ordinária e a realidade criada pela arte. Assim, Abinavagupta investigou essa diferença e afirmou a natureza intrínseca das emoções despertadas pelas obras de arte. Para ele, as emoções estéticas despertadas pelas obras (rasas) não ocorrem fora do contexto artístico, e as distingue das emoções cotidianas (bhāvas). Em estados emocionais agudos, Abinavagupta considera que é somada uma pulsação (spanda) à percepção que faz com que a própria natureza da consciência seja vibrada reflexivamente a si mesma. Em seu estado final, rasa é uma apercepção, que contém um frêmito prazeroso (camatkara, spanda), e é um estado de repouso autorreflexivo da consciência, que ultrapassa a atividade cognitiva.
Ele desenvolveu a teoria de um espectador ideal da obra de arte, sendo uma de suas características a capacidade para emoções "universalizantes" (sādhāraṇīkaraṇa), em que o espectador não é afetado pelas limitações do tempo, espaço ou subjetividade. Assim, frente à realidade ficcional artística, diferente da ordinária, o espectador experiencia o despertar das emoções com as mesmas características daquelas que são evocadas por uma situação real; ou seja, transcendendo os confins da individualidade, adquire-se um tom de universalidade que confere a experiência estética. Ele definiu rasa como uma tendência emocional latente desencadeada de forma generalizada por uma obra: "Rasa aparece como um objeto que se enquadra no âmbito da beatitude feliz da própria consciência, na forma de funções mentais coloridas por impressões latentes e apropriadas aos elementos [da peça ou poema]".
A teoria essencialista de Anandavardhana foi elaborada por Abinavagupta; nela se afirmava, por exemplo, que dhvani e rasa podem se encontrar em cada fonema individual, e que, ao contrário dos formalistas indianos, a beleza não se encontrava em partes individuais e seu arranjo, mas em uma dimensão holística que pertence à impressão geral do todo de um ser, "no qual os olhos do conhecedor se deleitam, como no néctar da imortalidade". Abinavagaupta enfatizou nessa teoria a dimensão interna da experiência estética, aquela dos rasas, considerando o seu mais alto nível como a realização da própria natureza íntima, pura e sublime do indivíduo.

Inovou em relação a Anandavardhana ao dar valor supremo o rasa para a manifestação poética, afirmando: "somente rasa é realmente a alma [da poesia]". Outra diferença em relação a teoria de Anandavardhana foi ter posto o rasa erótico como o mais alto na lista de rasas, argumentando que esse era o mais comum e amado. Abinavagupta afirmava que existia uma analogia entre o prazer poético e a experiência religiosa, mas que não fora o primeiro a dizer isso, e essa noção de que a beleza dá acesso à espiritualidade é a ideia mais importante de sua teoria literária. Ele considerava que toda apreciação em última instância era realizada em Xiva (Consciência Suprema) e deveria ser reconhecido na divindade, conforme escreve:
"Aquele que prova bebidas tal como uma bebida deliciosa e discrimina de uma maneira diferente de um glutão ganancioso (...) este repousa no Conhecedor, sua autocarícia toma o Conhecedor [Xiva] como predominante [em vez da bebida], e este [apreciador] é chamado de gourmet"
Mas ainda assim rasa não é o insight espiritual (vimarsha) completo e perfeito, e Abinavagupta afirma que "o sabor do rasa é um pequeno fragmento da beatitude do repouso de Deus", a beatitude divina sendo superior a rasa.
Outras obras poéticas incluem: Ghaṭa-karpara-kulaka-vivṛti, um comentário sobre "Ghaṭakarpara" de Kalidasa; Kāvyakauṭukavivaraṇa, um "Comentário à Maravilha da Poesia" (uma obra de Bhaṭṭa Tauta), agora perdido; e Dhvanyālokalocana, "Ilustração de Dhvanyāloka", que é uma obra famosa de Anandavardhana.[carece de fontes?]